# 1 februari
1 februari is de 32ste dag van het jaar in de gregoriaanse kalender. Hierna volgen nog 333 dagen (334 dagen in een schrikkeljaar) tot het einde van het jaar.

## Gebeurtenissen
- Algemeen
  - 819 Keizer Lodewijk de Vrome treedt in Aken in het huwelijk met Judith van Beieren. Zij wordt de tweede vrouw van Lodewijk en keizerin van het Heilige Roomse Rijk.
  - 1953 - Watersnood; Nederlandse, Belgische en Engelse zeedijken breken door bij een stormvloed: 1835 doden.
  - 2014 - De vulkaan Sinabung op Sumatra barst uit met tientallen doden en gewonden als gevolg. Ruim 20.000 mensen worden geëvacueerd.
- Gezondheid
  - 1864 - Oprichting van het Rode Kruis van België.
- Infrastructuur
  - 1965 - Koningin Juliana opent de Van Brienenoordbrug over de Nieuwe Maas.
  - 1990 - In een aantal middelgrote Nederlandse steden begint de treintaxi van de NS.
- Kunst en cultuur
  - 1893 - Première van de opera Manon Lescaut van Giacomo Puccini in Turijn.
  - 1896 - Première van de opera La bohème van Giacomo Puccini in Turijn, onder leiding van Arturo Toscanini.
- Media
  - 1933 - Eerste toespraak van Hitler via de zenders van de Duitse omroep.
  - 1989 - De Vlaamse Televisie Maatschappij (VTM) zendt voor het eerst uit.[1]
  - 1989 - De eerste aflevering van de Vlaamse televisieserie Samson en Gert wordt uitgezonden.
  - 1995 - Een televisie-actie in Nederland voor slachtoffers van de wateroverlast in Limburg levert 20 miljoen gulden op.
  - 2004 - In de Verenigde Staten veroorzaakt het optreden van Janet Jackson en Justin Timberlake tijdens de rechtstreekse uitzending van de halftime show bij de Super Bowl XXXVIII een enorme rel. Bij hun optreden wordt een borst zichtbaar, nadat Timberlake een stuk van Jacksons kleding wegscheurt.
  - 2019 - De Nederlandse radiozender KINK start officieel met uitzenden.
  - 2022 - De Amerikaanse film Jackass Forever gaat, meer dan tien jaar na het verschijnen van de vorige film, in première.[2]
- Oorlog
  - 1793 - Frankrijk start een oorlog met het Verenigd Koninkrijk en Nederland.
  - 1917 - Het Duitse Keizerrijk verklaart de onbelemmerde duikbootoorlog.
  - 1968 - De Zuid-Vietnamese politiechef Nguyễn Ngọc Loan executeert voor het oog van camera's een Vietcongstrijder.
  - 2014 - Bombardementen van de Syrische luchtmacht in de Noord-Syrische stad Aleppo kosten volgens het Syrische Observatorium voor de Mensenrechten aan ten minste 85 mensen het leven.
- Politiek
  - 1198 - Walram I van Nassau wordt opgevolgd door zijn zoons Hendrik II en Rupert IV.
  - 1908 - Koning Karel I van Portugal en de kroonprins Lodewijk Filips, hertog van Braganza worden in Lissabon vermoord door republikeinen.
  - 1960 - De eerste van de Greensboro sit-ins vindt plaats, waarbij de rassensegregatie in de Zuidelijke Verenigde Staten aan de kaak wordt gesteld.
  - 1979 - Ayatollah Khomeini zet na vijftien jaar ballingschap weer voet op Iraanse bodem.
  - 1985 - De Europese Gemeenschap verliest meer dan de helft van haar grondgebied omdat Groenland zich ervan losmaakt.
  - 1996 - De commissie Van Traa publiceert kritische conclusies naar aanleiding van de IRT-affaire.
  - 2004 - Slovenië ratificeert het Verdrag tot vaststelling van een Grondwet voor Europa.
- Religie
  - 1934 - Verheffing van de Apostolische Prefectuur Celebes in Nederlands-Indië tot Apostolisch vicariaat.
  - 2013 - In de Boliviaanse mijnstad Oruro is het grootste religieuze beeld van Zuid-Amerika onthuld. Het 1500 ton zware beeld van Maria is 45 meter hoog, 7 meter meer dan het befaamde beeld van Christus de Verlosser op de Corcovado-berg bij de Braziliaanse stad Rio de Janeiro.
- Sport
  - 1805 - Op de stadsgracht te Leeuwarden heeft een wedstrijd plaats voor vrouwspersoonen. Er verschijnen 130 schaatsrijdsters aan de start, terwijl er op de stadswallen 10.000 toeschouwers staan. De eerste prijs is een gouden oorijzer ter waarde van 105 gulden en Trijntje Pieters van Poppingawier mag zich na afloop met het oorijzer tooien.
  - 1905 - Oprichting van de Haagse voetbalclub ADO (Alles Door Oefening).
  - 1906 - In Rotterdam wordt de korfbalclub RSC Velox opgericht.
  - 1920 - Oprichting van de Nederlandse voetbalclub Quick Boys.
  - 1937 - Het Argentijns voetbalelftal wint voor de vijfde keer de Copa América door in de finale met 2-0 te winnen van Brazilië.
  - 1953 - De Nederlandse schaatser Kees Broekman wordt in Hamar Europees schaatskampioen.
  - 1954 - In Doetinchem wordt profvoetbalclub De Graafschap opgericht.
  - 2012 - Bij rellen na afloop van de wedstrijd tussen de Egyptische voetbalclubs Al-Masry en Al-Ahly vallen tientallen doden.
  - 2015 - De 20-jarige Nederlandse wielrenner Mathieu van der Poel wordt, amper een week na zijn debuut bij de professionals, wereldkampioen veldrijden.
- Wetenschap en technologie
  - 1958 - Met een Jupiter-C raket lanceren de Amerikanen hun eerste kunstmatige satelliet, de Explorer 1 (gewicht 14 kg).[3] De kunstmaan zal tot maart 1970 in een baan om de Aarde blijven.
  - 1972 - Hewlett-Packard brengt de HP-35, de eerste wetenschappelijke elektronische zakrekenmachine, op de markt.
  - 2003 - Spaceshuttle Columbia verongelukt tijdens de terugkeer in de dampkring van de Aarde, alle 7 bemanningsleden komen om het leven.[4]
  - 2022 - De periodieke komeet 19P/Borrelly bereikt het perihelium van zijn baan rond de zon tijdens deze verschijning.[5]
  - 2023 - Komeet C/2022 E3 (ZTF), ook bekend als de "groene komeet", bereikt het perigeum in zijn baan rond de zon tijdens deze verschijning.[6][7]
  - 2024 - Ongeveer 40 uur na lancering van CRS NG-20 missie koppelt het onbemande Cygnus ruimtevaartuig met het ISS.[8]

## Geboren

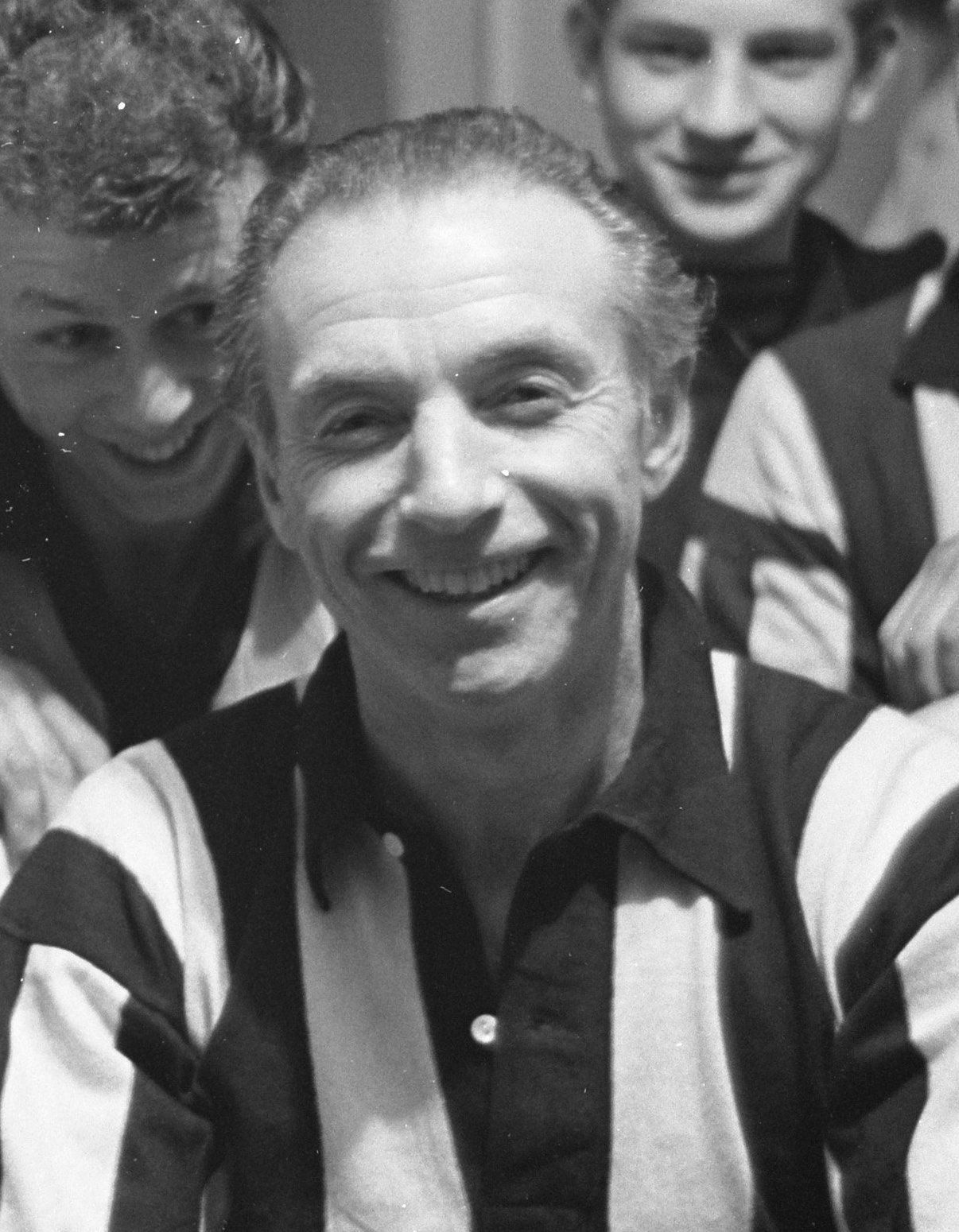
Stanley Matthews
geboren in 1915

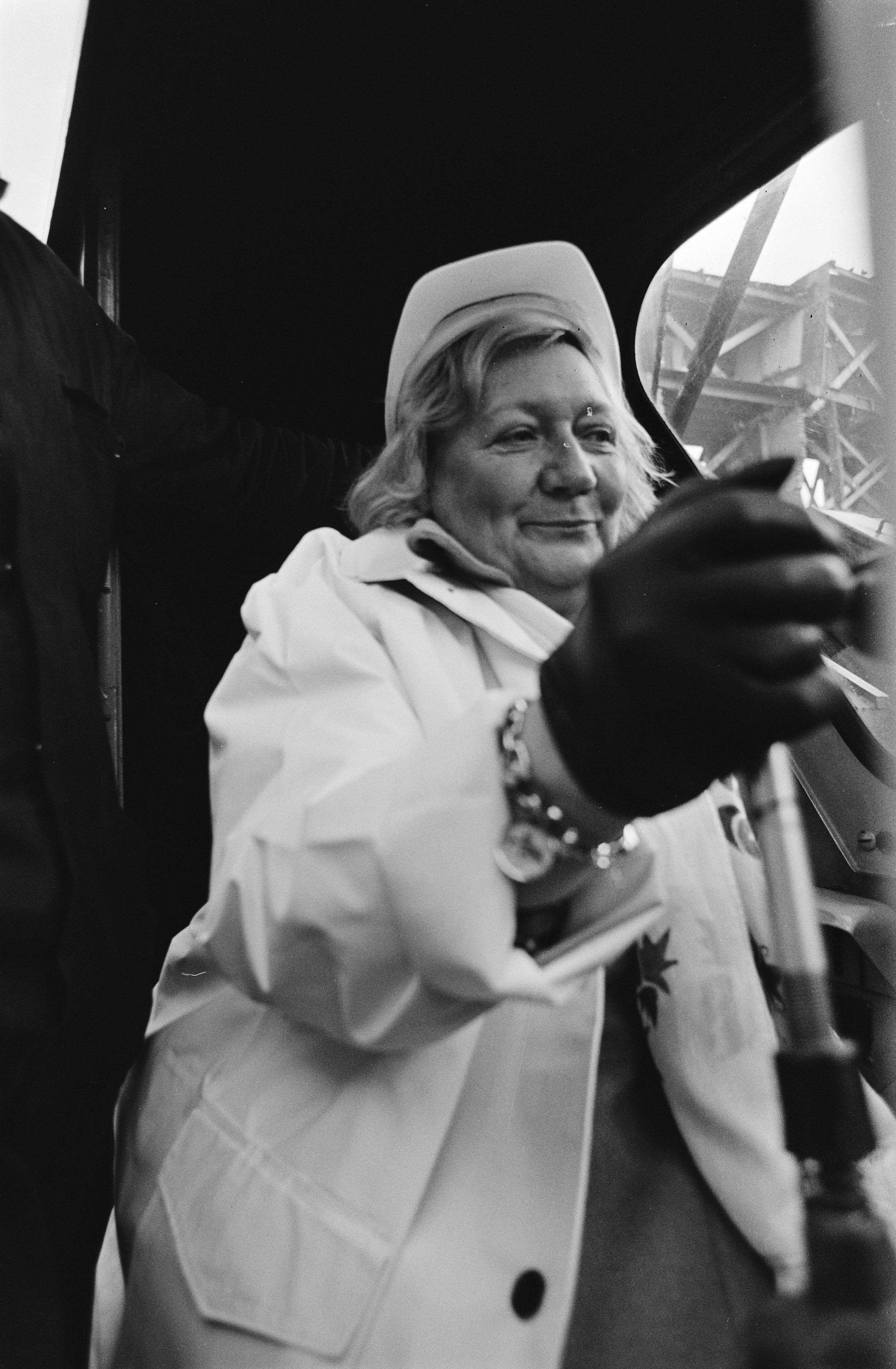
Rika De Backer
geboren in 1923

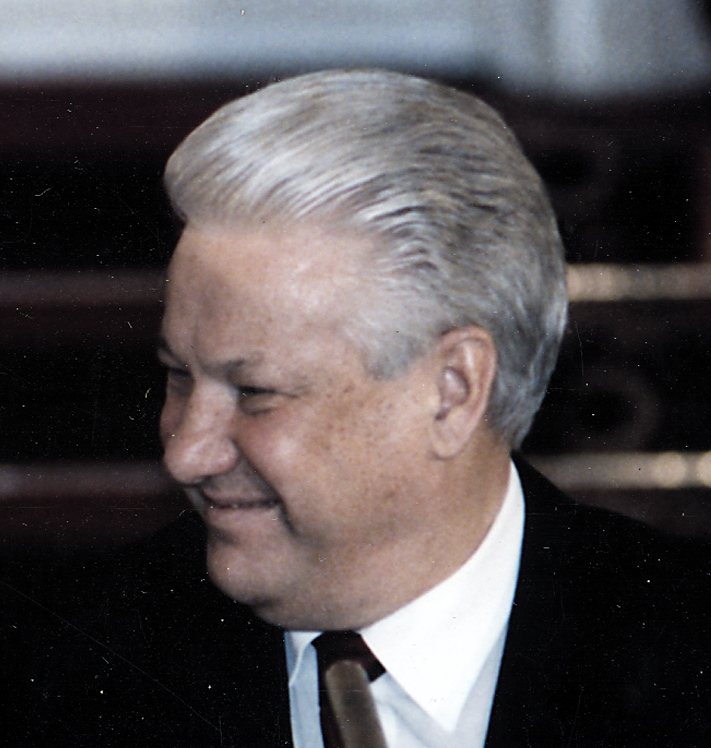
Boris Jeltsin
geboren in 1931

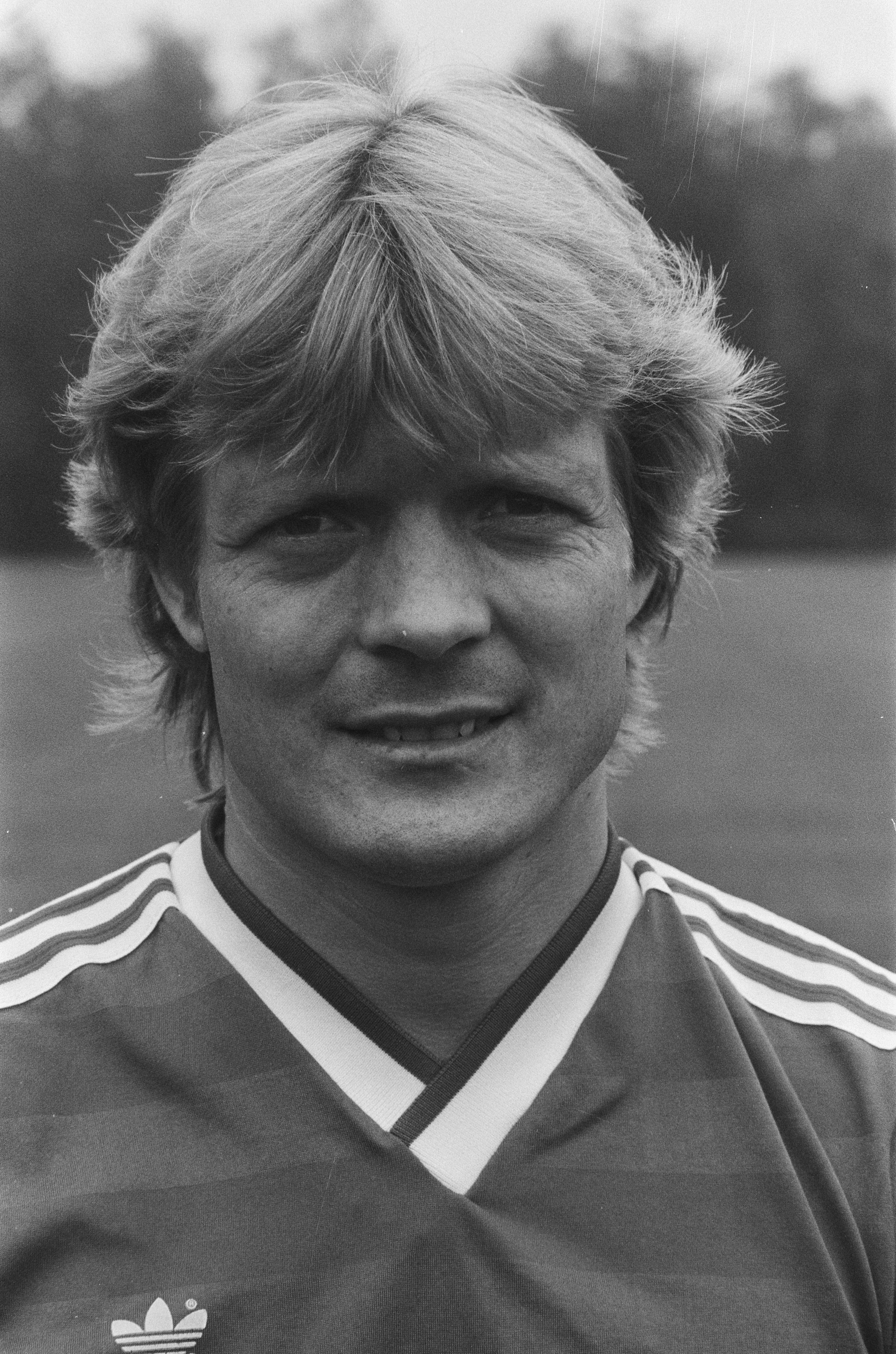
Søren Lerby
geboren in 1958

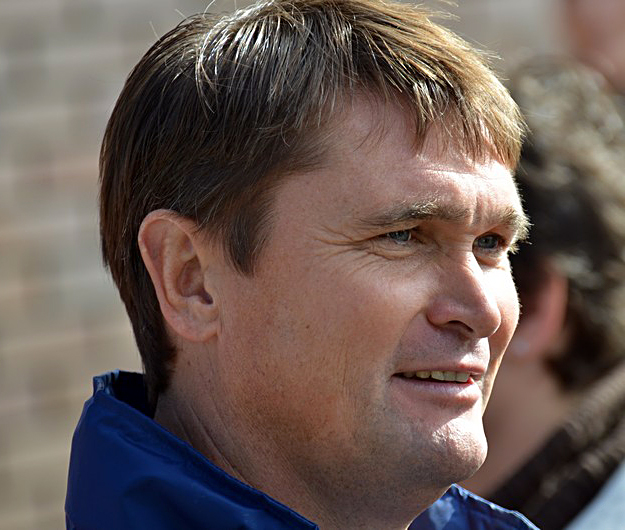
Johnny Bosman
geboren in 1965

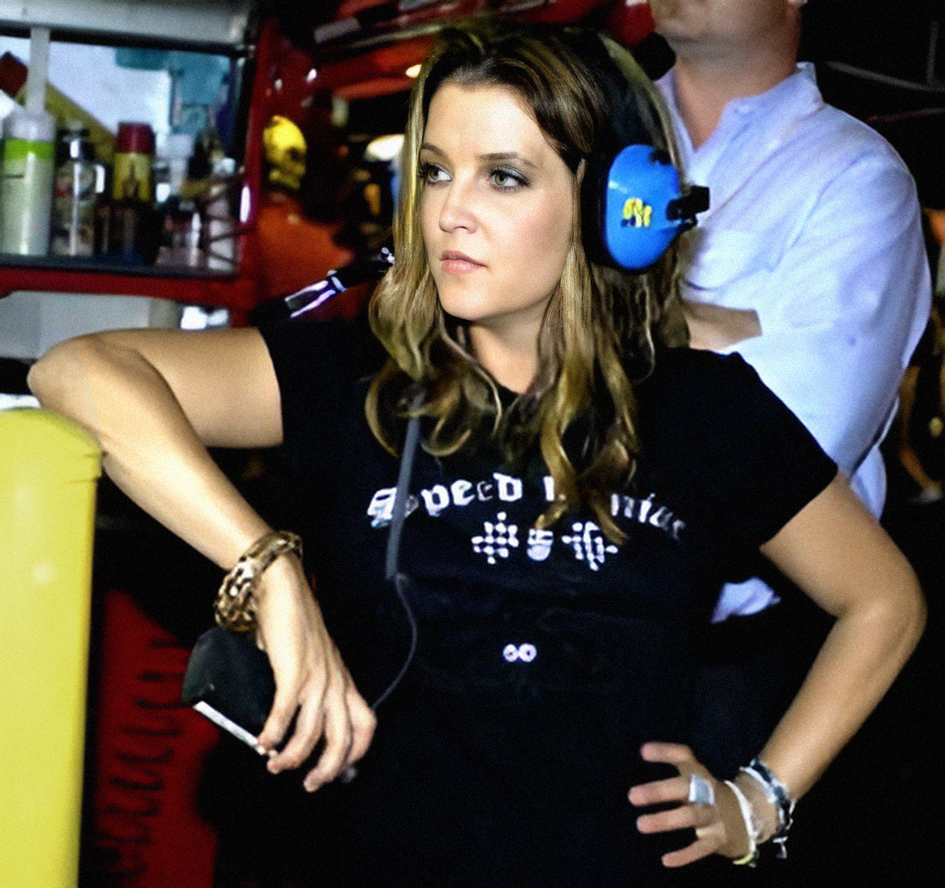
Lisa Marie Presley
geboren in 1968

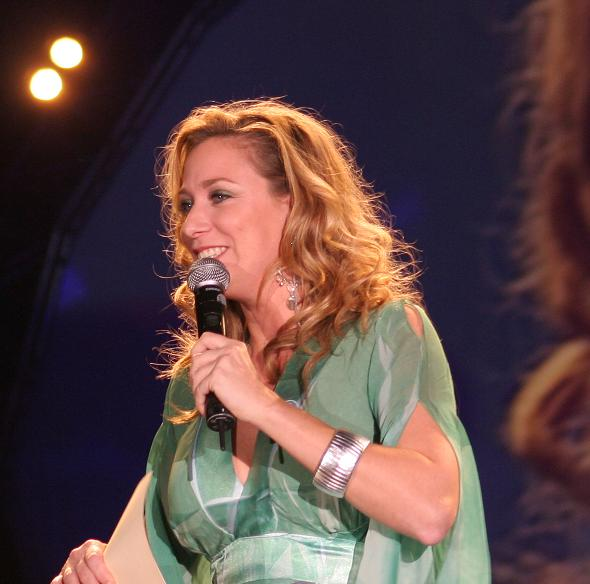
Fabienne de Vries
geboren in 1974

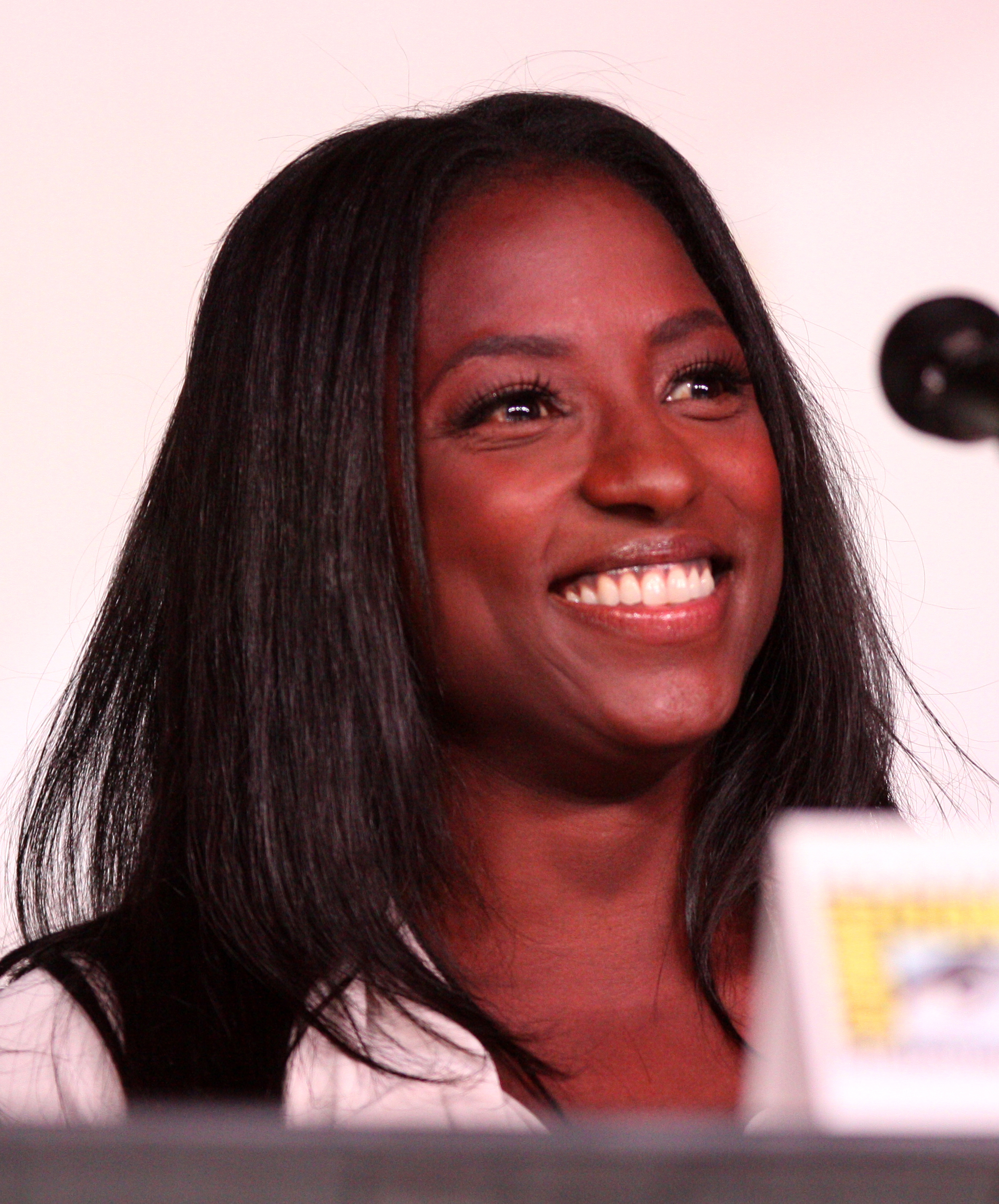
Rutina Wesley
geboren in 1979

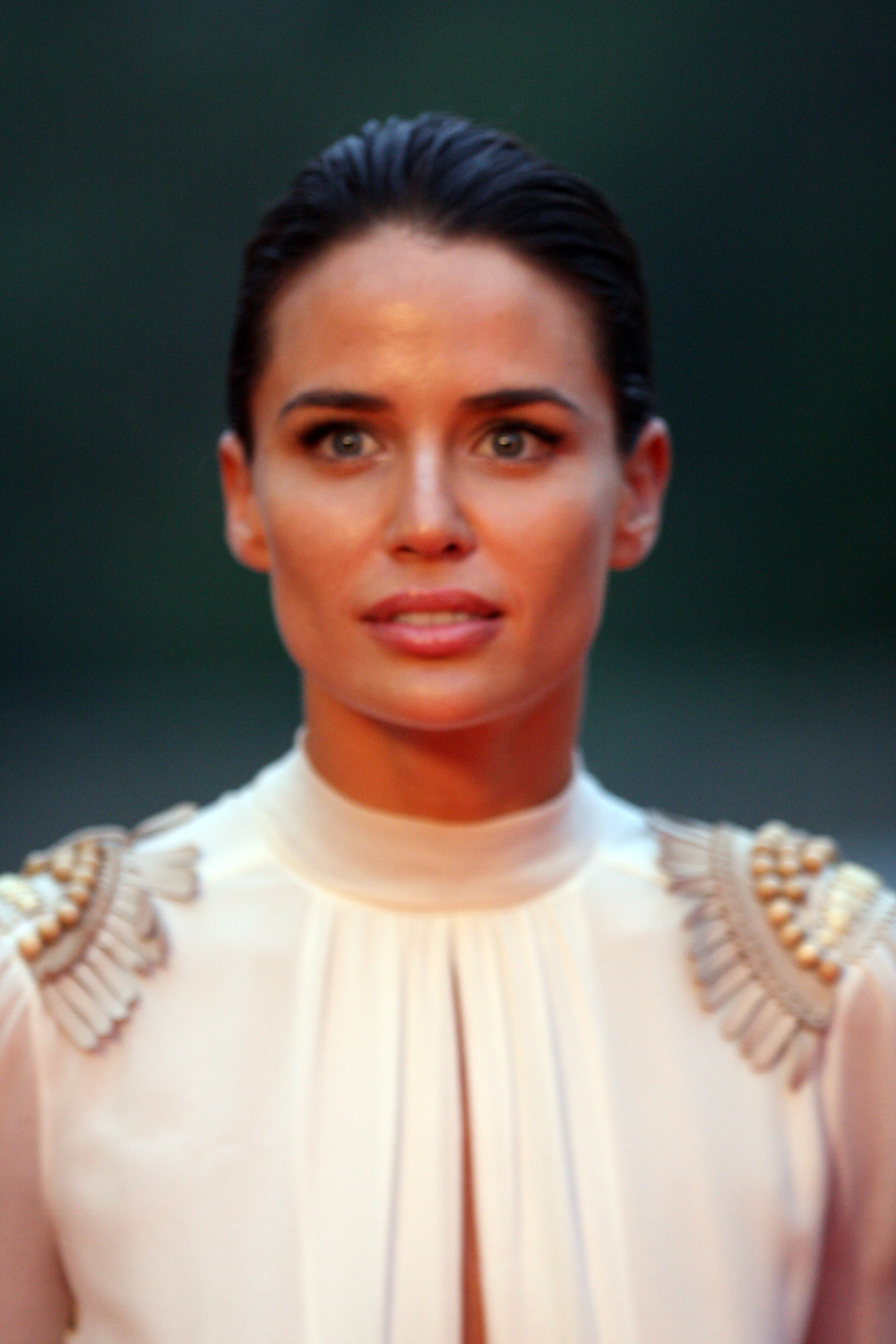
Jodi Gordon
geboren in 1985

- 1762 - Christiaan Hendrik Persoon, Zuid-Afrikaans mycoloog (overleden 1836)
- 1836 - Klaas de Vrieze, Nederlands onderwijzer, voorvechter van het gebruik van kunstmest (overleden 1915)
- 1837 - Edmond Van Brabandt, Belgisch politicus (overleden 1905)
- 1842 - Allard Philip Reinier Carel van der Borch van Verwolde, Nederlands politicus (overleden 1919)
- 1863 - Jose Maria Panganiban, Filipijns schrijver en patriot (overleden 1890)
- 1863 - Ignacio Villamor, Filipijns advocaat, rechter en bestuurder (overleden 1933)
- 1866 - Henri Albers, Nederlands-Frans operazanger (overleden 1926)
- 1874 - Hugo von Hofmannsthal, Oostenrijks schrijver (overleden 1929)
- 1875 - Alfréd Hajós, Hongaars architect en zwemmer (overleden 1955)
- 1879 - Mary Blathwayt, Brits feministe en suffragette (overleden 1961)
- 1881 - Emile Andrieu, Belgisch voetballer (overleden 1955)
- 1894 - Willem van Tijen, Nederlands architect (overleden 1974)
- 1895 - John Ford, Amerikaans filmregisseur (overleden 1973)
- 1896 - Anastasio Somoza García, president van Nicaragua (overleden 1956)
- 1898 - Leila Denmark, Amerikaans kinderarts (overleden 2012)
- 1901 - Clark Gable, Amerikaans acteur (overleden 1960)
- 1903 - Cesáreo Onzari, Argentijns voetballer (overleden 1964)
- 1905 - Eddie Murphy, Amerikaans schaatser (overleden 1973)
- 1905 - Emilio Segrè, Italiaans-Amerikaans natuurkundige en Nobelprijswinnaar (overleden 1989)
- 1908 - Paolo Bertoli, Italiaans curiekardinaal (overleden 2001)
- 1909 - George Beverly Shea, Amerikaans gospelzanger en bariton (overleden 2013)
- 1909 - Cilli Wang, Oostenrijks-Nederlands danseres en cabaretière (overleden 2005)
- 1910 - Ngabo Ngawang Jigme, Tibetaans politicus (overleden 2009)
- 1915 - Stanley Matthews, Engels voetballer (overleden 2000)
- 1915 - Alicia Rhett, Amerikaans actrice (overleden 2014)
- 1917 - José Luis Sampedro, Spaans schrijver en econoom (overleden 2013)
- 1918 - Muriel Spark, Brits (Schots) schrijfster (overleden 2006)
- 1919 - Pietro Garinei, Italiaans musicalcomponist en -producent (overleden 2006)
- 1921 - Francisco Raúl Villalobos Padilla, Mexicaans bisschop (overleden 2022)
- 1922 - F.B. Hotz, Nederlands schrijver (overleden 2000)
- 1923 - Rika De Backer, Belgisch politica (overleden 2002)
- 1926 - Anne van Gent, Nederlands socialistisch politicus (overleden 2022)
- 1926 - Vivian Maier, Amerikaans fotografe (overleden 2009)
- 1926 - Noemí Simonetto de Portela, Argentijns atlete (overleden 2011)
- 1926 - Aldo Vastapane, Belgisch zakenman en vastgoedmagnaat (overleden 2023)
- 1927 - Günter Guillaume, Oost-Duits geheim agent (overleden 1995)
- 1928 - Stuart Whitman, Amerikaans acteur (overleden 2020)
- 1930 - María Elena Walsh, Argentijns schrijfster (overleden 2011)
- 1931 - Iajuddin Ahmed, 17de President van Bangladesh (overleden 2012)
- 1931 - Lionel Batiste, Amerikaans zanger en muzikant (overleden 2012)
- 1931 - Boris Jeltsin, president van Rusland (1991-1999) (overleden 2007)
- 1931 - Ton Frinking, Nederlands politicus (overleden 2022)
- 1932 - Cees van Dongen, Nederlands motorcoureur (overleden 2011)
- 1932 - Xavier Perrot, Zwitsers autocoureur (overleden 2008)
- 1935 - Vladimir Aksjonov, Russisch kosmonaut (overleden 2024)
- 1936 - Aureli Argemí i Roca, Spaans theoloog, monnik en politicus (overleden 2024)
- 1937 - Audrys Juozas Bačkis, Litouws nuntius in Nederland en kardinaal-aartsbisschop van Vilnius
- 1937 - Don Everly, Amerikaans zanger (overleden 2021)
- 1937 - Garrett Morris, Amerikaans acteur en komiek
- 1938 - Arnold Gelderman, Nederlands acteur, stemregisseur en voice-over
- 1938 - Sherman Hemsley, Amerikaans acteur (overleden 2012)
- 1939 - Dario Campeotto, Deens zanger (overleden 2023)
- 1939 - Claude François, Frans zanger en componist (overleden 1978)
- 1939 - Joe Sample, Amerikaans pianist (overleden 2014)
- 1940 - Héctor Silva, Uruguayaans voetballer (overleden 2015)
- 1940 - Ajmer Singh, Indiaas atleet (overleden 2010)
- 1941 - Karl Dall, Duits acteur, zanger, presentator en komiek (overleden 2020)
- 1942 - Terry Jones, Engels komiek, acteur, (tekst)schrijver en regisseur (overleden 2020)
- 1942 - Volker Roth, Duits voetbalscheidsrechter (overleden 2025)
- 1942 - Tonny Zwollo, Nederlands architecte (overleden 2025)
- 1944 - Henri Depireux, Belgisch voetballer (overleden 2022)
- 1945 - Claude Bonmariage, Belgisch politicus (overleden 2012)
- 1945 - Felix Rhodius, Nederlands directeur (overleden 2023)
- 1946 - Ton van Dalen, Nederlands voetbalmakelaar (overleden 2006)
- 1947 - Joeri Malysjev, Sovjet-Russisch roeier
- 1947 - Aart Moerkerken, Nederlands predikant (overleden 2024)
- 1947 - Gaston Rahier, Belgisch motorcrosser (overleden 2005)
- 1947 - Normie Rowe, Australisch zanger
- 1948 - Rick James, Amerikaans funkzanger (overleden 2004)
- 1949 - Luk Bral, Belgisch zanger, kunstschilder en kleinkunstenaar (overleden 2020)
- 1949 - Franco Causio, Italiaans voetballer
- 1949 - Bea Meulman, Nederlands actrice (overleden 2015)
- 1949 - Aggie Terlingen, Nederlands cabaretière
- 1950 - Mike Campbell, Amerikaans gitarist en platenproducer
- 1950 - Hidefumi Toki, Japans jazzsaxofonist (overleden 2021)
- 1952 - Jackie Loomans, Belgisch ondernemer (overleden 2024)
- 1953 - Miguel Ángel Alonso, Spaans voetballer
- 1954 - Marijke Amado, Nederlands presentatrice en actrice
- 1954 - Egbert Streuer, Nederlands motorcoureur
- 1956 - Marc Romersa, Luxemburgs atleet
- 1957 - Marie-Christine Deurbroeck, Belgisch atlete
- 1957 - Georger Hausemer, Luxemburgs auteur, vertaler en beeldend kunstenaar (overleden 2018)
- 1957 - Walter Schachner, Oostenrijks voetballer en voetbalcoach
- 1958 - Luther Blissett, Jamaicaans-Engels voetballer
- 1958 - Søren Lerby, Deens voetballer
- 1958 - Bernard Schnieders, Nederlands motorcoureur (overleden 2005)
- 1959 - Koen Schuiling, Nederlands politicus
- 1960 - Fabrizio Pirovano, Italiaans motorcoureur (overleden 2016)
- 1961 - John Byrne, Iers voetballer
- 1961 - Jim Pace, Amerikaans autocoureur (overleden 2020)
- 1961 - Yassin al-Haj Saleh, Syrisch schrijver en dissident
- 1961 - Armin Veh, Duits voetballer en voetbalcoach
- 1961 - Volker Fried, Duits hockeyer en hockeycoach
- 1962 - Manuel Amoros, Frans voetballer
- 1963 - Ottolien Boeschoten, Nederlands actrice
- 1964 - Eli Ohana, Israëlisch voetballer
- 1964 - Linus Roache, Brits-Amerikaans acteur
- 1965 - John Bosman, Nederlands voetballer
- 1965 - Nadia El Yousfi, Belgisch politica
- 1965 - Sherilyn Fenn, Amerikaans actrice
- 1965 - Brandon Lee, Amerikaans acteur (overleden 1993)
- 1965 - Stéphanie van Monaco, prinses van Monaco
- 1966 - Michelle Akers, Amerikaans voetbalster
- 1966 - Paul Dalla Lana, Canadees ondernemer en autocoureur
- 1966 - Laurent Garnier, Frans techno-dj en producer
- 1966 - Rob Lee, Engels voetballer
- 1966 - Jelena Nikolajeva, Russisch atlete
- 1966 - Ariane Schluter, Nederlands actrice
- 1966 - Kyros Vassaras, Grieks voetbalscheidsrechter
- 1967 - Meg Cabot, Amerikaans schrijfster
- 1968 - Lisa Marie Presley, Amerikaans zangeres, dochter van Elvis Presley (overleden 2023)
- 1969 - Gabriel Batistuta, Argentijns voetballer
- 1969 - Robert Gonera, Pools acteur
- 1969 - Brian Krause, Amerikaans acteur
- 1971 - Harald Brattbakk, Noors voetballer
- 1971 - Michael C. Hall, Amerikaans acteur
- 1971 - Marcelinho Carioca, Braziliaans voetballer
- 1971 - Axl Peleman, Belgisch muzikant
- 1971 - Roberto Petito, Italiaans wielrenner
- 1971 - Zlatko Zahovič, Sloveens voetballer
- 1971 - Ron Welty, Amerikaans drummer
- 1972 - Johan Walem, Belgisch voetballer
- 1972 - Christian Ziege, Duits voetballer
- 1973 - Yuri Landman, Nederlands muziekinstrumentenontwerper, muzikant en striptekenaar
- 1973 - Bart Van Loo, Belgisch schrijver en conferencier
- 1974 - Fabienne de Vries, Nederlands televisiepresentatrice
- 1975 - Hans van de Haar, Nederlands voetballer
- 1975 - Rafael, Belgisch goochelaar/illusionist
- 1975 - Martijn Reuser, Nederlands voetballer
- 1975 - Güler Turan, Belgisch advocate en politica
- 1976 - Phil Ivey, Amerikaans pokerspeler
- 1977 - Cristina Casandra, Roemeens atlete
- 1977 - Kevin Kilbane, Iers voetballer
- 1977 - Sonja Silva, Nederlands actrice en televisiepresentatrice
- 1978 - Anderson Roberto da Silva Luiz, Braziliaans voetballer
- 1978 - Abhijit Mondal, Indiaas voetbaldoelman
- 1978 - Claudia Nystad, Duits langlaufster
- 1978 - Sara Tavares, Portugees zangeres (overleden 2023)
- 1979 - Thibaut Duval, Belgisch atleet
- 1979 - Aleksandr Galkin, Russisch schaker
- 1979 - Aino-Kaisa Saarinen, Fins langlaufster
- 1979 - Juan Silveira dos Santos, Braziliaans voetballer
- 1979 - Rutina Wesley, Amerikaans actrice
- 1980 - Kenan Hasagić, Bosnisch voetballer
- 1980 - Aleksander Šeliga, Sloveens voetballer
- 1980 - Otilino Tenorio, Ecuadoraans voetballer (overleden 2005)
- 1981 - Federica Faiella, Italiaans kunstschaatsster
- 1981 - Metha de Vos, Nederlands radio-dj
- 1982 - Gavin Henson, Welsh rugbyspeler
- 1982 - Dorian Scott, Jamaicaans atleet
- 1983 - Iveta Benešová, Tsjechisch tennisster
- 1983 - Jurgen Van den Broeck, Belgisch wielrenner
- 1983 - Andrew Dallas, Schots voetbalscheidsrechter
- 1983 - Fabian Florant, Nederlands atleet
- 1983 - Samba Schutte, Afrikaans-Nederlands stand-upcomedian, cabaretier en acteur
- 1983 - Alice Timbilil, Keniaans atlete
- 1984 - David Hauss, Frans triatleet
- 1985 - Tim De Meersman, Belgisch voetballer
- 1985 - Jodi Gordon, Australisch actrice en model
- 1985 - Asmaa Mahfouz, Egyptisch mensenrechtenverdedigster
- 1986 - Jorrit Bergsma, Nederlands schaatser
- 1986 - Lauren Conrad, Amerikaans televisiepersoonlijkheid
- 1986 - Johan Vonlanthen, Colombiaans-Zwitsers voetballer
- 1986 - Rutger Worm, Nederlands voetballer
- 1987 - Sebastian Boenisch, Pools voetballer
- 1987 - Javier Martina, Nederlands voetballer
- 1987 - Heather Morris, Amerikaans actrice
- 1987 - Giuseppe Rossi, Amerikaans-Italiaans voetballer
- 1987 - Ronda Rousey, Amerikaans MMA-vechtster, judoka en actrice
- 1988 - Aino Kishi, Japans pornoster
- 1988 - Freek van der Wart, Nederlands shorttracker
- 1989 - Alfreð Finnbogason, IJslands voetballer
- 1989 - Jonas Lössl, Deens voetballer
- 1989 - Ljajsan Rajanova, Russisch alpineskiester
- 1990 - Feyisa Lilesa, Ethiopisch atleet
- 1990 - Laura Marling, Engels singer-songwriter
- 1990 - Herciana Matmuja, Albanees zangeres
- 1991 - Luca Caldirola, Italiaans voetballer
- 1991 - Faouzi Ghoulam, Algerijns voetballer
- 1993 - Loris Baz, Frans motorcoureur
- 1993 - Teresa Stadlober, Oostenrijks langlaufer
- 1994 - Kierra Smith, Canadees zwemster
- 1994 - Harry Styles, Brits singer-songwriter en acteur (lid van One Direction)
- 1995 - Kayla Adamek, Pools voetbalster
- 1995 - Scott Hargrove, Canadees autocoureur
- 1995 - Oliver Heldens, Nederlands dj en muziekproducent
- 1995 - Jack McLoughlin, Australisch zwemmer
- 1996 - Ahmad Abughaush, Jordaans taekwondoka
- 1996 - Wojdan Shaherkani, Saoedisch judoka
- 1998 - Laura Freigang, Duits voetbalster
- 2000 - Jesse Bosch, Nederlands voetballer
- 2000 - Ella Powell, Welsh voetbalster
- 2000 - Tim Van de Velde, Belgisch atleet
- 2001 - Shaun Maswanganyi, Zuid-Afrikaans atleet
- 2001 - Francisco Peñuela, Venezolaans wielrenner
- 2002 - Brian Brobbey, Ghanees-Nederlands voetballer
- 2005 - Lindsay van Zundert, Nederlands kunstschaatsster

## Overleden

Mary Shelley
overleden in 1851

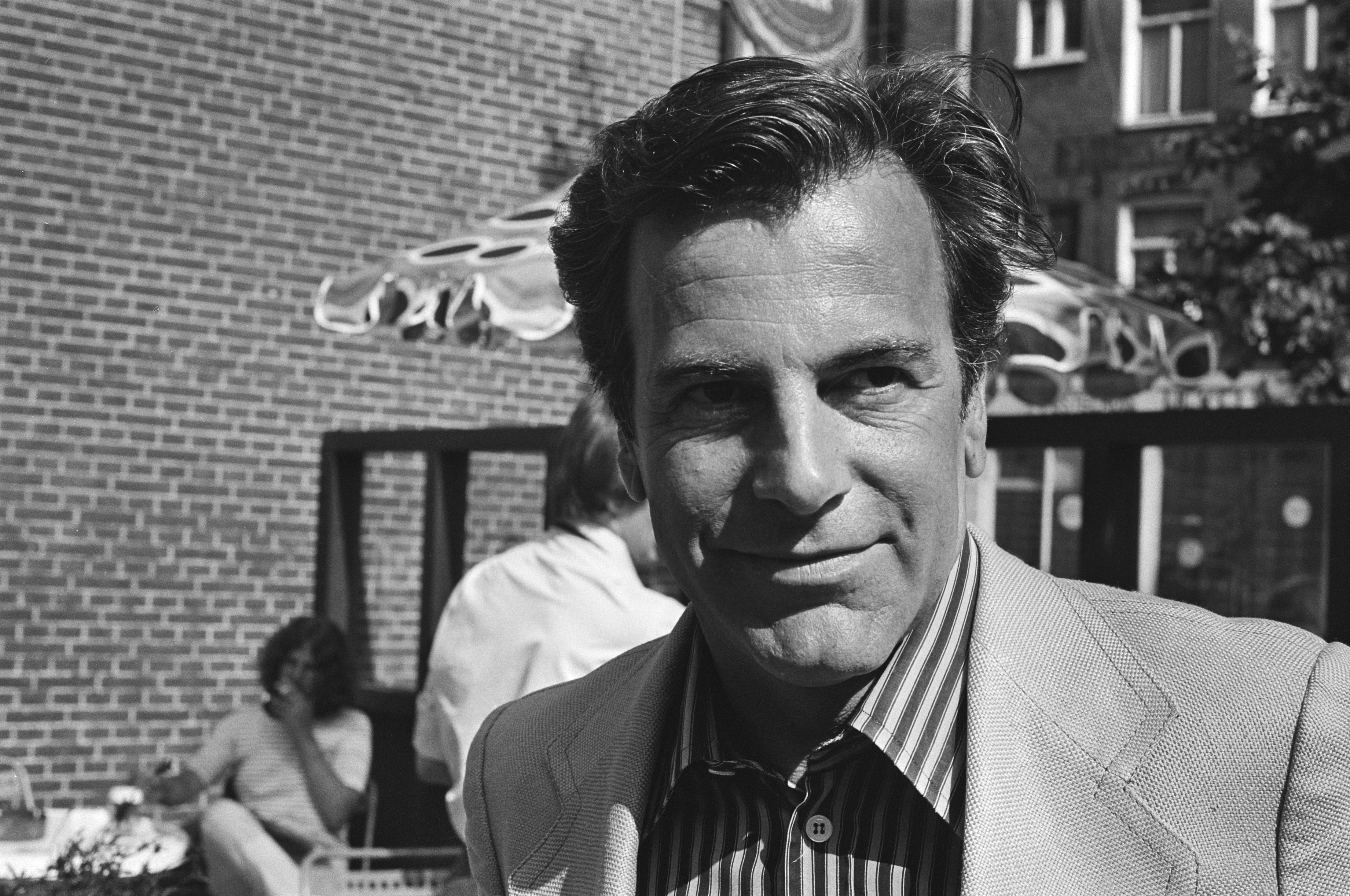
Maximilian Schell
overleden in 2014

- 1198 - Walram I van Nassau (~52), graaf van Nassau
- 1501 - Sigismund van Beieren (64), hertog van Beieren-München
- 1691 - Pietro Ottoboni (80), de latere Paus Alexander VIII
- 1699 - Charlotte Johanna van Waldeck-Wildungen (34), Duits aristocrate
- 1773 - Jan Frans Michel (75), Zuid-Nederlands schrijver
- 1813 - Theodorus van Kooten (63), eerste Nederlandse minister van onderwijs
- 1824 - Maria Theresia von Paradis (64), Oostenrijks componiste en musiciste
- 1851 - Mary Shelley (53), Engels schrijfster van Frankenstein
- 1897 - Jeanne Merkus (57), Nederlands avonturierster
- 1908 - Karel I van Portugal (44), koning van Portugal
- 1908 - Lodewijk Filips (21), kroonprins van Portugal
- 1920 - Adolf Albin (71), Roemeens schaker
- 1930 - Nellie van Kol (78), Nederlands feministe, pedagoge en kinderboekenschrijfster
- 1942 - Willem Warnaar (74), Nederlands ARP-politicus en bloembollenkweker
- 1944 - Piet Mondriaan (71), Nederlands kunstschilder
- 1945 - Johan Huizinga (72), Nederlands historicus
- 1952 - Otto Cornelis Adriaan van Lidth de Jeude (70), Nederlands waterbouwkundige en politicus
- 1957 - Friedrich Paulus (66), Duits veldmaarschalk
- 1966 - Buster Keaton (70), Amerikaans acteur en regisseur
- 1967 - Nico Rost (70), Nederlands schrijver en verzetsman
- 1971 - Raoul Hausmann (104), Duits kunstenaar
- 1974 - Rudolf Dassler (75), Duits grondlegger van het Puma-concern
- 1976 - Werner Heisenberg (74), Duits wis- en natuurkundige
- 1980 - Gastone Nencini (49), Italiaans wielrenner
- 1981 - Ernst Pepping (79), Duits componist
- 1982 - Benjamin de Almeida Sodré (Mimi Sodré) (89), Braziliaans voetballer
- 1986 - Alva Myrdal (84), Zweeds diplomate, politica en schrijfster
- 1987 - Gustav Knuth (85), Duits acteur
- 1988 - Heather O'Rourke (12), Amerikaans actrice en kindster
- 1988 - Reinder Zwolsman (75), Nederlands zakenman
- 1992 - Geraldo Freitas Nascimento (Ditão) (53), Braziliaans voetballer
- 1995 - Gerard Carlier (77), Nederlands atleet
- 1996 - Ray Crawford (80), Amerikaans autocoureur
- 1999 - Barış Manço (56), Turks muzikant
- 2000 - Dick Rathmann (76), Amerikaans autocoureur
- 2001 - John Pierrakos (79), Amerikaans psychiater
- 2001 - Willem Strietman (83), Nederlands componist, musicoloog en pianist
- 2001 - Hans Strumphler Tideman (82), Nederlands politicus
- 2002 - Streamline Ewing (85), Amerikaans jazztrombonist
- 2002 - Hildegard Knef (76), Duits actrice, zangeres en schrijfster
- 2005 - Ivan Noble (37), Brits journalist
- 2005 - John Vernon (72), Canadees acteur
- 2007 - Antonio María Javierre (85), Spaans theoloog en curiekardinaal
- 2007 - Ahmad Abu Laban (60), Egyptisch-Deens imam
- 2007 - Gian Carlo Menotti (95), Amerikaans componist
- 2008 - Michel Bartosik (59), Belgisch dichter
- 2009 - Bert Boer (63), Nederlands predikant
- 2009 - Lukas Foss (86), Amerikaans componist
- 2009 - Jim McWithey (81), Amerikaans autocoureur
- 2009 - Richard Salter (65), Engels baritonzanger
- 2010 - Jaap van der Poll (95), Nederlands atleet
- 2011 - Joop Kaulingfreks (89), Nederlands advocaat en politicus
- 2012 - Don Cornelius (75), Amerikaans televisiepresentator en producent
- 2012 - Angelo Dundee (90), Amerikaans bokser
- 2012 - Wisława Szymborska (88), Pools dichteres
- 2013 - Vladimir Jengibarjan (80), Armeens olympisch bokskampioen
- 2013 - Ed Koch (88), Amerikaans burgemeester
- 2013 - Herman Verbeek (76), Nederlands priester, politicus en auteur
- 2013 - Cecil Womack (65), Amerikaans zanger, songwriter en muzikant
- 2014 - Luis Aragonés (75), Spaans voetballer en voetbaltrainer
- 2014 - Tony Hateley (72), Engels voetballer
- 2014 - Meine Pit (82), Nederlands politicus
- 2014 - Dave Power (85), Australisch atleet
- 2014 - Maximilian Schell (83), Oostenrijks acteur
- 2015 - Aldo Ciccolini (89), Italiaans-Frans pianist
- 2015 - Edward DeBlasio (88), Amerikaans scenarioschrijver en televisieproducent
- 2015 - Udo Lattek (80), Duits voetballer en voetbaltrainer
- 2015 - Jos van Manen Pieters (84), Nederlands schrijfster
- 2015 - Jos Suijkerbuijk (85), Nederlands wielrenner
- 2016 - Otto van Diepen (83), Nederlands burgemeester
- 2016 - Antoon Mortier (96), Belgisch kunstenaar
- 2016 - Óscar Humberto Mejía Victores (85), voormalig president van Guatemala
- 2017 - Cor van der Hoeven (95), Nederlands voetballer
- 2017 - Étienne Tshisekedi (84), Congolees politicus
- 2018 - Pieter Buys (94), Nederlands tuin- en landschapsarchitect
- 2018 - Dennis Edwards (74), Amerikaans soulzanger
- 2018 - Barys Kit (107), Wit-Russisch-Amerikaans raketwetenschapper
- 2018 - Alan Stout (85), Amerikaans componist en muziekpedagoog
- 2018 - Menno Wigman (51), Nederlands auteur
- 2019 - Ted Stearn (57), Amerikaans stripauteur
- 2019 - Clive Swift (82), Engels acteur
- 2019 - Dolf van de Vegte (66), Nederlands omroepdirecteur
- 2020 - Ilie Bărbulescu (62), Roemeens voetballer
- 2021 - Adri Dees (78), Nederlands burgemeester
- 2021 - Dustin Diamond (44), Amerikaans acteur
- 2021 - Peter Hindley (76), Brits voetballer
- 2021 - Tamara Rylova (89), Russisch schaatsster
- 2021 - Ryszard Szurkowski (75), Pools wielrenner
- 2022 - Jan Callewaert (65), Belgisch ondernemer en sportbestuurder
- 2022 - Remi De Roo (97), Canadees bisschop
- 2022 - Lotfollah Safi Golpaygani (102), Iraans ayatollah
- 2022 - Shintaro Ishihara (89), Japans auteur, acteur en politicus
- 2023 - Angel Alcala (93), Filipijns herpetoloog en wetenschapper
- 2023 - Hans Sleven (86), Nederlands voetballer
- 2024 - Joop Alberts (101), Nederlands verzetsstrijder
- 2024 - Bill Allred (87), Amerikaans muzikant
- 2024 - Michel Jazy (87), Frans atleet
- 2024 - Nereo Odchimar (83), Filipijns bisschop
- 2024 - Julius Vermeulen (70), Nederlands galeriehouder en postzegelontwerper
- 2025 - Thyl Gheyselinck (83), Belgisch ondernemer
- 2025 - Horst Köhler (81), Duits bondspresident
- 2025 - Sigi Renz (86), Duits wielrenner
- 2025 - Johan Van den Driessche (71), Belgisch politicus

## Viering/herdenking
- Herdeking van Watersnood (van 1953)
- Rooms-katholieke kalender:
  - Heilige Brigitta van Kildare († 523)
  - Heilige Veridiana (van Castelfiorentino) († 1242)
  - Heilige Severus van Ravenna (4de eeuw)
  - Heilige Sigisbert (III) van Austrasië († 656)
  - Heilige Winand van Maastricht († c. 1235)
  - Zalige Reginald van Orleans († 1220)
  - Zaligen 47 martelaren van Angers/Avrillé: o.a. Simone Chauvigné (Charbonneau), Louise en Louise Aimée Déan de Luigné, Marie Genevève en Marthe Poulain de la Forestrie († 1794)
  - Zalige Lodewijk Variara († 1923)

## Weerextremen

### Nederland
| | Officiële records | Officiële records | Officiële records |      | Landelijke records | Landelijke records | Landelijke records     |
| Gebeurtenis | Jaar              | Extreem           | Locatie           | Jaar | Extreem            | Locatie            |                        |
| --- | ----------------- | ----------------- | ----------------- | ---- | ------------------ | ------------------ | ---------------------- |
| Laagste etmaalgemiddelde temperatuur (°C) | 1956              | −14,0             | De Bilt           |      | 1956               | −15,5              | Twenthe                |
| Hoogste etmaalgemiddelde temperatuur (°C) | 1957              | 11,8              | De Bilt           |      | 1957               | 12,5               | Gilze-Rijen            |
| Laagste minimumtemperatuur (°C) | 1917              | −16,3             | De Bilt           |      | 1956               | −18,3              | Deelen                 |
| Hoogste minimumtemperatuur (°C) | 2016              | 10,6              | De Bilt           |      | 2016               | 10,9               | Gilze-Rijen, Westdorpe |
| Laagste maximumtemperatuur (°C) | 1956              | −11,2             | De Bilt           |      | 1956               | −12,7              | Maastricht             |
| Hoogste maximumtemperatuur (°C) | 1957              | 14,2              | De Bilt           |      | 1957               | 15,3               | Gilze-Rijen            |
| Hoogste uurgemiddelde windsnelheid (m/s) | 1953              | 23,1              | De Bilt           |      | 1953               | 29,8               | Eindhoven              |
| Hoogste windstoot (m/s) | 1953              | 31,9              | De Bilt           |      | 1983               | 38,6               | IJmuiden               |
| Langste zonneschijnduur (uur) | 1982, 1993        | 8,2               | De Bilt           |      | 1959               | 8,4                | Eelde, Vlissingen      |
| Langste neerslagduur (uur) | 1953              | 21,7              | De Bilt           |      | 1953               | 21,7               | De Bilt                |
| Hoogste etmaalsom van de neerslag (mm) | 1953              | 16,8              | De Bilt           |      | 1995               | 24,7               | Hoogeveen              |
| Laagste etmaalgemiddelde relatieve vochtigheid (%) | 2012              | 49                | De Bilt           |      | 2012               | 48                 | Twenthe                |
| Laagste uurwaarde luchtdruk op zeeniveau (hPa) | 1930              | 982,8             | De Bilt           |      | 1953               | 978,3              | Eelde                  |
| Hoogste uurwaarde luchtdruk op zeeniveau (hPa) | 1911              | 1042,2            | De Bilt           |      | 1911               | 1042,8             | De Kooy, Vlissingen    |
| Officiële records worden altijd gemeten op het KNMI-weerstation in De Bilt. Landelijke records kunnen worden gemeten op elk officieel KNMI-weerstation in Nederland. |                   |                   |                   |      |                    |                    |                        |

Uitzonderlijke gebeurtenissen
- 1917 - Officieel laagste minimumtemperatuur in °C van het jaar gemeten in De Bilt: −16,3
- 1953 - Officieel maandrecord hoogste uurgemiddelde windsnelheid in m/s van februari gemeten in De Bilt: 23,1
- 1953 - Landelijk maandrecord hoogste uurgemiddelde windsnelheid in m/s van februari gemeten in Eindhoven: 29,8
- 1954 - Officieel laagste minimumtemperatuur in °C van het jaar gemeten in De Bilt: −13,0
- 1956 - Officieel maandrecord laagste maximumtemperatuur in °C van februari gemeten in De Bilt: −11,2
- 1957 - Eerste landelijke zachte dag van het jaar gemeten in Eindhoven, Gilze-Rijen, Soesterberg en Volkel (maximumtemperatuur ≥ 15 °C op een officieel weerstation)
- 2023 - Officieel hoogste uurgemiddelde windsnelheid in m/s van februari dit jaar gemeten in De Bilt: 8,0. Samen met 5 februari en 17 februari
- 2023 - Landelijk hoogste uurgemiddelde windsnelheid in m/s van februari dit jaar gemeten in Vlieland: 18,0
- 2023 - Officieel hoogste windstoot in m/s van februari dit jaar gemeten in De Bilt: 19,0
- 2023 - Landelijk hoogste windstoot in m/s van februari dit jaar gemeten in Nieuw Beerta: 28,0
- 2024 - Officieel hoogste uurwaarde luchtdruk op zeeniveau in hPa van februari dit jaar gemeten in De Bilt: 1032,6 (voorlopig)
- 2024 - Landelijk hoogste uurwaarde luchtdruk op zeeniveau in hPa van februari dit jaar gemeten in Westdorpe en Maastricht: 1034,3 (voorlopig)

### België
Dagrecords
- 1956 - Laagste etmaalgemiddelde temperatuur −13,6 °C
- 1869 - Hoogste etmaalgemiddelde temperatuur 11,5 °C
- 1956 - Laagste minimumtemperatuur −15,6 °C
- 1957 - Hoogste maximumtemperatuur 14,2 °C
- 1927 - Hoogste etmaalsom van de neerslag 13,5 mm

Uitzonderlijke gebeurtenissen
- 1953 - Tijdens de nacht van 31 januari op 1 februari: hevige noordwesterstorm en springtij veroorzaken de catastrofale watersnood in Nederland, België en Groot-Brittannië. Een aantal dijken breekt, waardoor kuststeden overstromen. In Oostende vallen meerdere doden. Ook belangrijke overstromingen in het Land van Waas, in Melsele en Kallo. Tijdens de nacht windstoten tot 115 km/h in Oostende en 122 km/h in Antwerpen. 28 doden in België. 1830 doden in Nederland.
- 1953 - In Ardennen echte blizzard, die bijna 48 uur duurt en meerdere dorpen van de buitenwereld afsnijdt. De sneeuwlaag bereikt dikte van 56 cm in Spa-Malchamps, 64 cm in Saint-Hubert en meer dan een meter in de Hoge Venen.
- 1956 - In Ukkel wordt het niet warmer dan −11,1 °C.
- 2011 - Door onverwachte ijzelvorming doen zich op meerdere plekken verkeersongevallen voor.

<< · 1 · 2 · 3 · 4 · 5 · 6 · 7 · 8 · 9 · 10 · 11 · 12 · 13 · 14 · 15 · 16 · 17 · 18 · 19 · 20 · 21 · 22 · 23 · 24 · 25 · 26 · 27 · 28 · 29 · (30) · >>